# Canon HF100

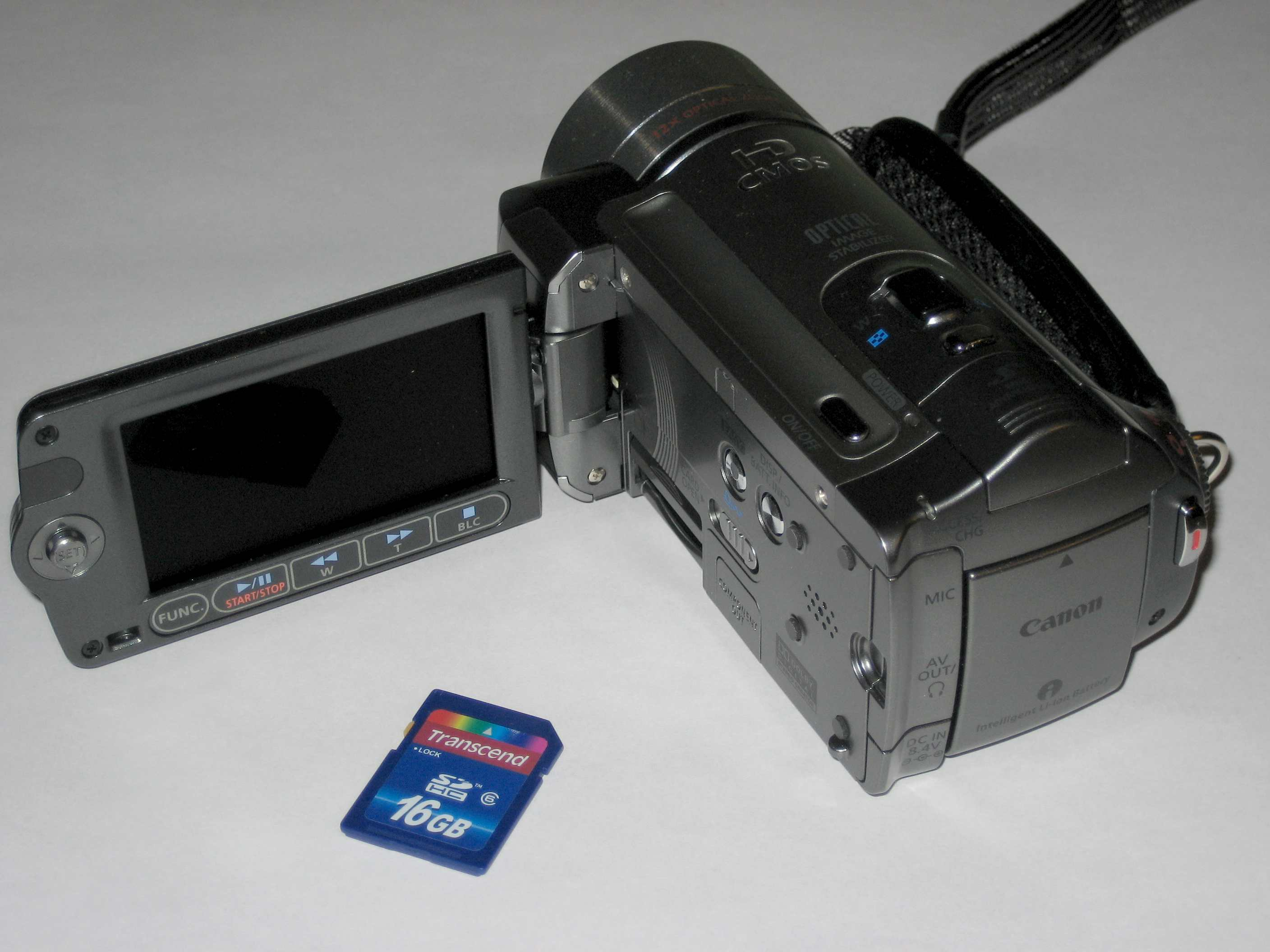
Canon Vixia HF100, вид сзади

Vixia HF100 и Vixia HF10 являются HD камерами разработанными корпорацией Canon. О выпуске было объявлено в январе 2008 года, а в продажу камеры поступили в апреле 2008. Камеры способны записывать в формате высокой чёткости AVCHD, а накопителем являются полноформатные карточки Secure Digital High Capacity.
В камере имеется 4 режима записи: FXP (1920 x 1080, 17 Мбит/s), XP+ (1440 x 1080, 12 Мбит/s), SP (1440 x 1080, 7 Мбит/s), а также LP (1440 x 1080, 5 Мбит/s). SDHC карта на 16 Гб способна вместить до двух часов видео в режиме FXP. Карта на 4 Гб вместит 30 минут видео в максимальном качестве. Размер файла и продолжительность записи ограничена только объёмом карты памяти.
Возможные режимы съёмки 1080р 25(30) FPS, 1080i 50(60)FPS.
Модель Vixia HF10 отличается от Vixia HF100 цветом (100-серый, 10-чёрный) и наличием встроенных 16 Гб.
Отличительные особенности данных камер:
- Гнездо для подключения внешнего микрофона
- Гнездо для подключения наушников
- Слот для подключения аксессуаров
- Встроенный нейтральный светофильтр
- Возможность подключения дополнительной оптики
- Наличие ручного фокуса через меню

У камеры нет видоискателя и нет кольца ручной фокусировки.

## Спецификации
- Сенсор: 1/3.2-inch 3.2 Megapixel CMOS
- Светосила объектива: F/1.8-3.0
- Размер фильтра: 37 mm
- Оптический зум: 12x
- Оптический стабилизатор
- Возможность фотосъёмки
- Максимальное разрешение фотографий 2048x1536
- Размер LCD экрана 2.7 дюймов
- Запись на SDHC карты (в комплект не выходит)
- Вес: 380 г (без батареи)

## Информация и рецензии
- HF100 рецензия CamcorderInfo
- HF10 рецензия CamcorderInfo
- Canon HF100 сравнение с Panasonic HDC-SD1

## Руководства
- Перенос видео AVCHD на DVD